# Ursula Goldenbaum
Ursula Goldenbaum (* 1952) ist eine deutsche Philosophin und emeritierte Professorin der Emory University in Atlanta, Georgia. Zentrales Forschungsgebiet Goldenbaums ist das Denken der europäischen Frühen Neuzeit.

## Leben
Goldenbaum studierte an der Humboldt-Universität zu Berlin Philosophie. Sie war von 1975 bis 1991 an der Akademie der Wissenschaften der DDR tätig und wurde dort 1983 mit einer Arbeit über Spinozas Politische Philosophie promoviert.
Zwischen 1992 und 1997 forschte Goldenbaum in Potsdam am Forschungszentrum Europäische Aufklärung (FEA). 1998 wechselte sie an das Institut für Philosophie der TU Berlin, wo sie nach ihrer Habilitation 2001 ab 2002 einen Lehrauftrag innehatte. Bis zu ihrer Emeritierung 2019 war Goldenbaum anschließend Professorin im Philosophy Department der Emory University in Atlanta, Georgia.
Ursula Goldenbaum ist die Tochter des Politikers Ernst Goldenbaum und dessen zweiter Ehefrau Käte Goldenbaum.

## Werke (Auswahl)

### Autorin
Aufsätze
- Leibniz über Toleranz und Wahrheit. In: Erich Barke u. a. (Hrsg.): Leibniz neu denken. Steiner Verlag, Stuttgart 2009, ISBN 978-3-515-09374-3, S. 37–61.
- It’s love! Leibniz’ foundation of natural law as the outcome of his struggle with Hobbes’ and Baruch de Spinoza’s naturalism. In: Mark Kulstad u. a. (Hrsg.): The philosophy of the young Leibniz. Steiner Verlag, Stuttgart 2009, ISBN 978-3-515-08098-9, S. 189–201.

Bücher
- Ein Plädoyer für die Echtheit des angeblich gefälschten Leibnizbriefes. Wehrhahn Verlag, Hannover 2015.
- Appell an das Publikum. Die öffentliche Debatte in der deutschen Aufklärung 1687-1796. 2 Bde., Akademie Verlag, Berlin 2004.
- Einführung in die Philosophie Spinozas, Hagen 1993.

- Berliner Aufklärung. Kulturwissenschaftliche Studien. Wehrhahn Verlag, Hannover

1. 1999. ISBN 3-932324-41-2.
2. 2003. ISBN 3-932324-32-3.
3. 2007. ISBN 978-3-86525-051-3.
4. 2011. ISBN 978-3-86525-226-5.

- Modus societas. Spinozas Begründung einer Wissenschaft von der Gesellschaft als Naturwissenschaft. Dissertation, Berlin 1983.
- Zwischen Bewunderung und Entsetzen. Leibniz’ frühe Faszination durch Spinoza’s „Tractatus theologico-politicus“. Eburon, Delft 2001, ISBN 90-5166-848-1.

### Herausgeberin
- Jean-Jacques Rousseau: Abhandlung von dem Ursprung der Ungleichheit unter den Menschen („Discours sur l’origine et les fondements de l’inegalité parmi les Hommes“). Böhlau Verlag, Weimar 2000, ISBN 3-7400-1110-6 (übersetzt durch Moses Mendelssohn).